# جاك دوتشسن
جاك دوتشسن (بالفرنسية: Jacques Charles René Achille Duchesne)‏ هو ضابط وعسكري فرنسي، ولد في 3 مارس 1837 في سينس في فرنسا، وتوفي في 27 أبريل 1918 في Saint-Hilaire-les-Andrésis ‏ في فرنسا.